# Покрово-Михайловка
Покрово-Михайловка — село в Новооскольском районе Белгородской области. Входит в состав Великомихайловского сельского поселения.

## География
Покрово-Михайловка находится в лесостепной зоне. Вблизи села протекает река Холок и проходит автодорога регионального значения 14К-1 (Белгород — Павловск). Непосредственно граничит с селом Великомихайловка. Расстояние до райцентра Нового Оскола - 24 км.

## История
Архивный документ XIX века свидетельствует, что слобода Покровско-Михайловская принадлежала князю Голицыну, но в 1854 году владелец передал всех своих крестьян в казну, вследствие чего крестьяне поступили в разряд государственных.
По документам «подворной переписи Новооскольского уезда в мае и июне 1885 года» в слободе Покровско-Михайловской Велико-Михайловской волости насчитывалось 295 дворов государственных крестьян.
С июля 1928 года село Покрово-Михайловка в Велико-Михайловском районе — центр и единственный населенный пункт Покрово-Михайловского сельсовета.
В 1950-е годы село было передано в Велико-Михайловский сельсовет.
В декабре 1962 года Велико-Михайловский район был ликвидирован, и село возвратилось в Новооскольский район.

## Население
В 1932 году в Покрово-Михайловке было 1533 жителя.

В 1979 году — 1077 жителей, в 1989 году — 827 человек.
| 2002 | 2010 |
| ---- | ---- |
| 928  | ↘852 |